# Valérie Garnier
Valérie Garnier  (nacida el 9 de enero de 1965 en Cholet, Francia) es una exjugadora y entrenadora de baloncesto francesa. Es la seleccionadora de Francia desde 2013.